# Piletocera melanauges
Piletocera melanauges is een vlinder van de familie van de grasmotten (Crambidae). De wetenschappelijke naam van deze soort is voor het eerst voorgesteld als Erebangela melanauges door Edward Meyrick in een publicatie uit 1886.
De soort komt voor in Tonga en Fiji.